# Venø Færgefart
Venø Færgefart wurde 1958 als private Gesellschaft gegründet, um die im Limfjord liegende Fährstrecke Kleppen–Venø zu bedienen. Die durch Venø Færgefart betriebene Fährverbindung von der Insel Venø zum Festland ist mit 266 m Länge die kürzeste Autofährstrecke Dänemarks. Die Fahrzeit beträgt zwei Minuten.

## Geschichte
1958 wurden 16 Fährabfahrten durchgeführt.
Struer Kommune und Ringkjøbing Amt übernahmen die Fährgesellschaft am 1. Juli 1975 gemeinsam. Im folgenden Jahr 1976 wurden bei 33.000 Fährfahrten 152.059 Fahrgäste und 59.181 Fahrzeuge befördert. Am 1. Juni 2007 hat Ringkjøbing Amt seine Anteile an die Kommune Struer abgegeben, die nun die Fährlinie allein betreibt.
2011 wurde tagsüber ein 20-Minuten-Takt eingeführt. Für die Überfahrt ist keine Anmeldung erforderlich. In der Nacht werden zwei Abfahrten angeboten, gegen entsprechenden Aufpreis verkehrt die Fähre auf Bestellung als Sonderfahrt.
2018 wurden 234.244 Fahrgäste und 115.764 Personenwagen, ferner 4.914 Busse und 6.938 Fahrräder, verteilt auf 38.400 Abfahrten, befördert. Der Fahrpreis ist grundsätzlich bargeldlos zu entrichten. Durch einen erhöhten Staatszuschuss verringerten sich die Fahrpreise ab dem 1. Mai 2019. Einwohner von Venø können die Fähre kostenlos benutzen.
Über die Fährstrecke verkehrt sechsmal an Werktagen sowie dreimal an Samstagen zwischen dem Bahnhof in Struer und Venø By eine von Midttrafik betriebene Busverbindung (Venø bussen, Nr. 346). Seit dem 1. Juli 2023 ist die Benutzung des Busses kostenlos, zu bestimmten Zeiten wird auch für die Fähre keine Gebühr erhoben.

## Schiffe
Seit der Gründung der Fährgesellschaft wurden folgende Fähren auf der Strecke eingesetzt:
- Næssund (nur 2016)[8]
- Sleipner-Fur (nur 2016)[8]
- Venøsund, 1931 gebaut, Reservefähre
- Venøsund II, als Hausboot verkauft
- Venø Færgen